# Nesvatn
Nesvatn ist der Name eines Sees in Norwegen. Er liegt auf der Grenze der Kommunen Fyresdal (Telemark) und Åmli (Agder). Der See ist Teil des Arendalsvassdragets.